# Адыяман
Адыяма́н (тур. Adıyaman, курд. Semsûr) — город на юго-востоке Турции, столица ила Адыяман. Один из самых быстрорастущих турецких городов.

## Этимология
До 1926 года город носил арабское название Xисн-и-Мансур (крепость Мансура), по имени крепости на холме, вокруг которой строился город. Но туркам сложно было выговорить это название, поэтому между собой они называли его Ады-Яман (дословно «с плохим названием»), а в 1926 году это прозвище стало официальным именем города. Курдское название города — Семсур (курд. Semsûr).

## История
Археологические находки на территории города свидетельствуют, что данная местность была заселена с древних времен.
6 февраля 2023 года стал одним из эпицентров мощного землетрясения.

## Достопримечательности
- Мост Джендере
- Руины античного города Перре
- Гора Немрут
- Юпитер Долихен (барельеф)